# Сутжанов, Байзек
Байзек Сутжанов, другой вариант имени — Байзен (1928, совхоз «Экибастузский», Павлодарский округ, Казахская АССР — 8 мая 1996, Экибастуз, Павлодарская область, Казахстан) — бригадир трубоукладчиков управления «Экибастузспецшахтострой» комбината «Экибастузспецшахтострой» Министерства угольной промышленности СССР, город Экибастуз Павлодарской области, Казахская ССР. Герой Социалистического Труда (1980).

## Биография
Родился в 1928 году в семье скотовода в совхозе «Экибастузский» Павлодарского округа (сегодня — Актогайский район). Трудовую деятельность начал в годы Великой Отечественной войны. Трудился скотником на ферме в местном совхозе «Экибастузский». В 1946 году переехал в Экибастуз, где трудился в геологоразведочной экспедиции. С 1948 года трудился слесарем-трубоукладчиком в тресте «Иртышуглестрой».
В последующие годы возглавлял бригаду комбината «Экибастузспецшахтострой», которая выполняла дренажные работы в северных районах Экибастуза, участвовала в строительстве Иртышских угольных разрезов № 1, 2, 3, четырёх очередей разреза «Восточный», водовода от Экибастуза до посёлка шахтёров Майкубенского угольного бассейна. За выдающиеся трудовые достижения по итогам работы в годы Восьмой пятилетки (1966—1970) награждён Орденом Трудового Красного Знамени.
В годы Десятой пятилетки (1976—1980) бригада под его руководством прокладывала трубопровод при строительстве угольного разреза «Богатырь», обеспечив благоприятные условия для работы этого разреза. Указом Президиума Верховного Совета СССР от 29 августа 1980 года удостоен звания Героя Социалистического Труда за «выдающиеся производственные успехи, достигнутые при сооружении и эксплуатации разреза „Богатырь“ производственного объединения „Экибастузуголь“, и проявленную при этом трудовую доблесть» с вручением ордена Ленина и золотой медали «Серп и Молот» (№ 19367).
Этим же указом званием Героя Социалистического Труда был награждён генеральный директор «Экибастузуголь» Станислав Павлович Куржей.
В 1988 году вышел на пенсию. Воспитал четырёх сыновей, которые трудились в его бригаде. С 1989 года — персональный пенсионер союзного значения. Проживал в Экибастузе. Умер в мае 1996 года.
Память
Его именем названа улица в Экибастузе.
Награды
- Герой Социалистического Труда
- Орден Ленина
- Орден Трудового Красного Знамени (05.04.1971)
- Медаль «За трудовую доблесть» (11.08.1966)
- Медаль «За освоение целинных земель» (20.10.1956)
- Знак «Шахтёрская слава» 3-й степени
- Почётный гражданин Экибастуза (04.06.1987)